# Héctor Luis Palma Salazar

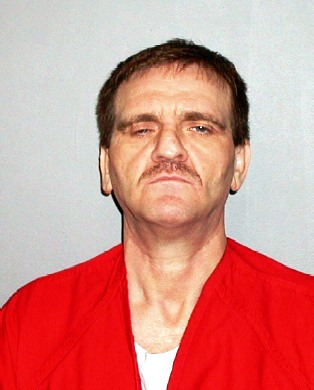
Polizeifoto

Héctor Luis Palma Salazar (* 29. April 1960 oder 25./26. August 1962 in Sinaloa), auch bekannt als El Güero (der Blonde), ist ein ehemaliger mexikanischer Drogenhändler und eine Führungsperson des Sinaloa-Kartells, welches heute auch als Guzmán-Loera-Organisation und Pazifik-Kartell bekannt ist. 

## Frühe Jahre
Héctor Luis Palma Salazar wurde in der Gemeinde Noria de Abajo der Stadt Mocorito (Sinaloa) geboren. Seine Kindheit verbrachte er in ärmlichen Verhältnissen und er schloss nur eine Grundschulausbildung ab.

## Kriminelle Karriere
Palma Salazar begann seine kriminelle Karriere als Autodieb und arbeitete schließlich für Miguel Ángel Félix Gallardo unter dem Schirm des Guadalajara-Kartells. Anfänglich diente er ihm als Killer und schleuste später für ihn Drogen durch Sonora.
Später schloss er Bekanntschaft mit dem heute berüchtigten Joaquín „El Chapo“ Guzmán und wurde dessen Partner. Palma Salazar war es, der Guzmán Anfang der 1980er Jahre mit Félix Gallardo bekannt machte und ihm so zum Durchbruch verhalf. Guzmán arbeitete zuerst als Chauffeur für Gallardo, bevor dieser ihn für die Logistik verantwortlich machte, wo Guzmán Drogentransporte von Kolumbien nach Mexiko auf dem Land-, Luft- und Seeweg koordinierte. Palma hingegen sorgte dafür, dass die Lieferungen an die Verbraucher in den USA gelangten.
Im Jahr 1988 wurden Palma Salazars Ehefrau Guadalupe Leija und seine zwei Kinder aus Rache für einen mutmaßlichen Diebstahl einer Kokain-Lieferung, die Gallardo gehörte, getötet. Seine Frau wurde in San Francisco ermordet und zerstückelt; ihr Kopf, in einer Schachtel gehüllt, wurde an Salazar gesandt. 15 Tage später erlitten seine Kinder Nataly und Héctor, vier und fünf Jahre alt, das gleiche Schicksal. Laut dem Bericht der venezolanischen Polizei wurden die Minderjährigen aus einer Höhe von 150 Metern von einer Brücke der Stadt San Cristóbal im Bundesstaat Táchira geworfen. In beiden Fällen wurde der Täter des Verbrechens von der Polizei als Rafael Clavel Moreno, venezolanischer Abstammung, identifiziert, der mit dem Tijuana-Kartell verbunden war und bewusst engagiert worden sein soll, um Palmas Familie zu infiltrieren. Dieser verführte Palmas Frau und überzeugte sie davon, 7 Millionen US-Dollar von einem von Palmas Bankkonten abzuheben. Clavel Moreno soll im Auftrag von Gallardo, von den Tijuana-Bossen Benjamín und Ramón Arellano Félix angeheuert worden sein.
Nachdem Gallardo am 8. April 1989 in Guadalajara verhaftet wurde, entbrannten Streitigkeiten unter den Padróns der Organisation. Da sich jeder der verbliebenen Drogenbosse erhöhten Einfluss sichern wollte, zerbrach schlussendlich die von Gallardo geschaffene Federación und es entstanden mehrere kleine Gruppierungen, die stellenweise bis heute existieren: Golf-Kartell, Tijuana-Kartell, Juárez-Kartell, Sinaloa-Kartell; letzteres wurde von El Chapo Guzmán, Ismael Zambada García und Palma Salazar gegründet und geleitet. Palma Salazar leitete das Gebiet um San Luis Río Colorado.
Als Vergeltungsmaßnahme für die Morde in seiner Familie ließ Palma Salazar Ende des Jahres 1992 Clavel Morenos drei Kinder, vier Verwandte von Gallardo und auch dessen Anwalt und Schwiegermutter ermorden.
Palma erlangte 1993 Berühmtheit für seine angebliche Beteiligung bei der Ermordung am Kardinal Juan Jesús Posadas Ocampo am Flughafen Guadalajara. Dieser Mord ereignete sich mitten im Krieg, den Palma und El Chapo mit den Arellano Félix-Brüdern vom Tijuana-Kartell führten.

## Festnahme und Verurteilung
Gegen El Güero wurden bereits neun Haftbefehle ausgestellt; er war einer der meistgesuchten Männer der Behörden von Mexiko und den Vereinigten Staaten. Am 23. Juni 1995 reiste er an Bord eines Learjets nach einer Hochzeit in Ciudad Obregón (Sonora); der Jet stürzte ab, Palma Salazar überlebte. Bei seiner Erholung, nach der Flucht von der Unfallstelle, trug er eine Polizeiuniform; die Offiziere der mexikanischen Armee, die ihn gestellt hatten, sollen ihn durch die Pistole, die er trug, identifiziert haben: eine Waffe, die mit einer Palme und Smaragdsteinen auf einem goldenen Griff geschmückt war. Palma wurde von einem US-Gericht nur für den Transport von 50 Kilo Kokain angeklagt und nach Anerkennung seiner Schuld zu 16 Jahren Gefängnis verurteilt, die er bis Juni 2016 verbüßte.
Am 23. Juni 2003 wurde er vom Finanzministerium der Vereinigten Staaten im Rahmen des Foreign Narcotics Kingpin Designation Acts (Gesetz zur Kennzeichnung ausländischer Drogenhändler) in den USA als eine in den Drogenschmuggel involvierte Person gelistet. Dies verbietet den Bürgern und Firmen der USA jegliche Art von Geschäftsaktivitäten mit ihm und ließ praktisch alle seine Vermögenswerte in den USA einfrieren.
Im Juni 2016 wurde Palma Salazar nach Mexiko ausgeliefert, wo er 1995 in Nayarit wegen eines Doppelmordes angeklagt und in dem Hochsicherheitsgefängnis von El Altiplano im Zentralstaat Mexiko inhaftiert wurde; demselben Gefängnis, aus dem sein ehemaliger Verbündeter El Chapo geflohen war.

## Kulturelle Rezeption
- Darstellung in der Filmfigur Heriberto „El Güero“ Palma durch Juan Carlos Olivas in der Fernsehserie El Chapo.
- In der Netflix-Serie Narcos: Mexico wurde er von Gorka Lasaosa verkörpert.